# Daniela Montoya
Daniela Montoya Quiroz (22 d'agost de 1990, Medellín, Antioquia) és una jugadora de futbol colombiana. Forma part de la selecció de futbol femenina de Colòmbia marcant 3 gols en 41 partits. Juga de volant de marca en el Envigado Formas Íntimas de la Lliga Professional Femenina de Futbol de Colòmbia.

## Trajectòria esportiva

### Naixement i infància
Daniela Montoya Quiroz va néixer el 22 d'agost de 1990 a les 12:05 de la mitjanit, a l'hospital Luz Castro de la ciutat de Medellín. És la menor de cinc germanes (una d'elles sent bessona) i resideix en el municipi de Sabaneta (Antioquia). És batxiller del col·legi INEM José Félix de Restrepo i actualment estudia professional en esport en el Politècnic Jaime Isaza Cadavid.

### Començaments
Des de molt petita es va interessar en el futbol, i va començar a jugar des que té memòria, segons ella, en l'equip Visió 2020 del seu municipi on resideix, i després comença a jugar microfútbol i futbol sala en l'equip "Futasa", també de Sabaneta, equip dirigit per Luis Guillermo Velásquez.

### Carrera local
Previ a la selecció, va ingressar al Club Esportiu Formes Íntimes (on juga actualment) on ha guanyat molts de títols en la Lliga Antioqueña de Futbol, ha participat en sis edicions de la Copa Libertadores femenina (2009 - 2014) sent el 2013 subcampiona d'aquest torneig continental i 2009 en tercer lloc i campiona en tres vegades consecutives de la Copa Prelibertadores femenina Colòmbia en els anys 2012, 2013 i 2014. Amb la selecció del seu departament, Antioquia, va aconseguir les medalles d'Or i plata en els Jocs Esportius Nacionals de 2008 i 2011 respectivament. Juga també microfútbol on ha aconseguit el tercer lloc en el Campionat Mundial de Futbol de Saló celebrat a Reus (Espanya) el 2008, i en futbol sala on va obtenir la Medalla d'Or en els Jocs Bolivarians de Bolívia 2009 i el subcampionat en el Sud-americà de futbol sala a Brasil, celebrat en 2009.

### Carrera internacional
En la temporada 2013-14 va ser fitxada pel CD Burela FS que juga actualment la Primera Divisió del futbol sala femení. Montoya es va destacar fent 11 gols en 19 jocs i obtenint la Copa de la Xunta de Galícia de futbol sala femení. Va ser eix per al subcampionat del conjunt taronja en aquesta temporada i per obtenir una destacada participació en la Copa de la Reina de futbol sala femení d'Espanya. Després d'aquesta temporada, Montoya va tornar a Colòmbia.
La temporada de 2016 va ser fitxada pel Llevant femení de la Primera Divisió Femenina d'Espanya.

### Carrera nacional
Es va donar a conèixer en el Mundial de Futbol d'Alemanya Sub-20, on va aportar dos gols davant Costa Rica per classificar a la selecció cafetera als quarts de final; Montoya va ser aportació vital en el centre del camp per al quadre tricolor durant els últims tres partits (cambres, semifinals i joc pel tercer lloc), on van obtenir el quart lloc de la competició. En aquest mateix any va disputar la Copa Amèrica a Equador, va fer un gol en la golejada davant Uruguai 8-0; en aquesta competició va acabar de subcampiona i va obtenir els tiquets para: Mundial de majors a Alemanya, Jocs Panamericans de Mèxic tots dos en 2011 i Jocs Olímpics de 2012 a Londres (cal ressaltar que Colòmbia tornava en Futbol feia 20 anys, l'última: futbol masculí a Barcelona 1992).
- Mundial de futbol femení Alemanya 2011: Va estar en el debut davant Suècia, no va ser alineada contra Estats Units i va ser titular davant Corea del Nord, en aquest últim partit va ser substituïda per una companya, a causa d'una enrampada que va sofrir en els últims minuts de joc.
- Jocs Panamericans Mèxic 2011: Va estar en dos dels tres jocs de la primera fase, semifinal i en el partit pel 3r posat (Trinidad i Tobago i enfront de Xile (1a Ronda, no va ser en la titular davant Mèxic) Canadà en semifinals i Mèxic (3r posat)). Així com ella ho cataloga, competir en els Jocs de Londres 2012 ha estat un dels seus majors somnis en la seva carrera esportiva. Però no tot van ser roses per a la selecció Colòmbia; va debutar davant Corea del Nord a Glasgow amb una derrota 0-2, Montoya no va jugar però la "Tricolor" quedaria eliminada per Estats Units per 0-3 en la seva segona sortida a Glasgow, i es van acomiadar en Newcastle amb una derrota enfront de França per 0-1; però la paisa ho considera com un somni complert estar per primera vegada en uns Olímpics i amb una delegació colombiana que va fer història en unes Olimpíades.
En 2014 va aconseguir el subtítol amb la selecció Colòmbia de la Copa Amèrica femenina, celebrada novament a Equador on va jugar sis dels set partits que va disputar el combinat cafeter; novament es va classificar aquesta vegada al mundial femení del Canadà 2015, Jocs Panamericans Toronto 2015 i els Jocs Olímpics de Rio de Janeiro 2016.
En la Copa Mundial femenina de la FIFA Canadà 2015, va fer història en tres aspectes: 
1) Va convertir el primer gol d'una selecció Colòmbia femenina en la història dels mundials davant Mèxic.
2) Va ser part vital de la classificació a vuitens de final, on va ser eliminada per part dels Estats Units.
3) Va ser triada com el segon millor gol de la competició, on finalment es va imposar la nord-americana Carly Lloyd.
Montoya va sortir subcampiona amb la selecció Colòmbia en els Jocs Panamericans 2015, celebrats a Toronto i va obtenir la medalla de Plata. Va jugar els quatre partits (primera fase, semifinal i final) davant Mèxic, Trinidad i Tobago, Argentina, Canadà i Brasil.

## Palmarès
- Selecció de futbol femení de Colòmbia (3 gols en 41 jocs, 2010 a 2015)
- Club Esportiu Formes Íntimes (2 gols en la Copa Libertadores femenina, 2010 i 2011)
- CD Burela FS (11 gols en 19 partits en el futbol sala espanyol, 2013-14)